# Municipio de East Drumore
El municipio de East Drumore (en inglés: East Drumore Township) es un municipio ubicado en el condado de Lancaster en el estado estadounidense de Pensilvania. En el año 2000 tenía una población de 3.535 habitantes y una densidad poblacional de 58.8 personas por km².

## Geografía
El municipio de East Drumore se encuentra ubicado en las coordenadas 39°51′30″N 76°09′59″O / 39.85833, -76.16639.

## Demografía
Según la Oficina del Censo en 2000 los ingresos medios por hogar en la localidad eran de $47,237 y los ingresos medios por familia eran de $49,726. Los hombres tenían unos ingresos medios de $36,768 frente a los $22,398 para las mujeres. La renta per cápita de la localidad era de $17,229. Alrededor del 12,9% de la población estaba por debajo del umbral de pobreza.